# Benavente (Portugal)
Benavente es una villa portuguesa del distrito de Santarém, en Ribatejo, con cerca de 8300 habitantes. Desde 2002 está integrada en la región estadística (NUTS II) del Alentejo y en la subregión estadística (NUTS III) de la Lezíria do Tejo; hasta entonces formaba parte de la antigua región de Lisboa y Valle del Tajo. Pertenecía a la antigua provincia del Ribatejo, hoy sin embargo sin ninguna validez política-administrativa.
Es sede de un municipio con 521,47 km² de área y 23 256 habitantes (2001), subdividido en 4 freguesias. El municipio limita al nordeste con el municipio de Salvaterra de Magos, al este con Coruche, al sureste con el área secundaria de Montijo, al sur con Palmela y Alcochete, al noroeste con Vila Franca de Xira y Azambuja y al suroeste tiene una estrecha franja costera con el Estuario del Tajo.

## Freguesias
- Barrosa
- Benavente
- Samora Correia
- Santo Estevão

## Población
| Población del municipio de Benavente (1801 – 2004) | Población del municipio de Benavente (1801 – 2004) | Población del municipio de Benavente (1801 – 2004) | Población del municipio de Benavente (1801 – 2004) | Población del municipio de Benavente (1801 – 2004) | Población del municipio de Benavente (1801 – 2004) | Población del municipio de Benavente (1801 – 2004) | Población del municipio de Benavente (1801 – 2004) | Población del municipio de Benavente (1801 – 2004) |
| -------------------------------------------------- | -------------------------------------------------- | -------------------------------------------------- | -------------------------------------------------- | -------------------------------------------------- | -------------------------------------------------- | -------------------------------------------------- | -------------------------------------------------- | -------------------------------------------------- |
| 1801                                               | 1849                                               | 1900                                               | 1930                                               | 1960                                               | 1981                                               | 1991                                               | 2001                                               | 2004                                               |
| 2758                                               | 4308                                               | 6413                                               | 8733                                               | 11631                                              | 16306                                              | 18335                                              | 23257                                              | 25837                                              |